# قائمة رؤساء مصر
رئيس جمهورية مصر العربية وفقًا لدستور مصر الحالي هو رئيس الدولة المنتخب ورئيس السلطة التنفيذية والقائد الأعلى للقوات المسلحة. حددت فترة الرئاسة منذ إقرار دستور 1956 وصولًا إلى دستور 1971 بست سنوات ميلادية مع السماح بإعادة انتخاب الرئيس لمدد تالية ومتصلة، وذلك حتى صدر إعلان دستوري في 30 مارس 2011 بتعديل دستور 1971، والذي نص على أن تحدد مدة الرئاسة بأربع سنوات ميلادية، مع عدم السماح بإعادة انتخاب الرئيس إلا لمرة واحدة، واستمر هذا الوضع مع صدور دستور 2012، ومن بعده دستور 2014، إلى أن جرى تعديلها لتصبح ست سنوات ميلادية، مع عدم جواز تولى الرئاسة لأكثر من مدتين رئاسيتين متتاليتين طبقا لتعديل دستور 2014 الصادر في 23 أبريل 2019.
تعاقب على رئاسة مصر منذ إلغاء النظام الملكي، وتغيير نظام الحكم إلى النظام الجمهوري الرئاسي طبقًا للإعلان الدستوري الصادر عن مجلس قيادة الثورة في 18 يونيو 1953 ستة رؤساء فعليين هم (محمد نجيب، جمال عبد الناصر، أنور السادات، حسني مبارك، محمد مرسي، عبد الفتاح السيسي) وصلوا إلى سدة الحكم بطرق مختلفة، بدأت بإعلان دستوري، ثم عن طريق الاستفتاء منذ إقرار دستور 1956 مروراً بعدة دساتير مؤقتة ثم إقرار دستور 1971، إلى أن تبدلت طريقة اختيار الرئيس بالانتخاب الحر المباشر منذ إقرار تعديل دستور 1971 سنة 2005، كان من بين هؤلاء الستة رئيسان توليا الحكم خلال مرحلة انتقالية قبل أن يتوليا المنصب فعليًا من خلال الاستفتاء وهما (جمال عبد الناصر وأنور السادات)، وذلك بخلاف أربع رؤساء انتقاليين لم يتولوا رئاسة فعلية وهم (زكريا محيي الدين، صوفي أبو طالب، محمد حسين طنطاوي، عدلي منصور).:151:155:258:271

## الوضع الدستوري لانتخاب رئيس الجمهورية
- دستور الجمهورية المصرية المعلن نتيجة الاستفتاء عليه في 25 يونيو 1956.[4][5][معلومة 5]
- الدستور المؤقت للجمهورية العربية المتحدة الصادر في دمشق قي 5 مارس 1958 والصادر في القاهرة في 13 مارس 1958.[6][معلومة 6]
- الإعلان الدستوري الصادر في 27 سبتمبر 1962.[7][معلومة 7]
- الدستور المؤقت للجمهورية العربية المتحدة الصادر في 25 مارس 1964.[8][معلومة 8]
- دستور اتحاد الجمهوريات العربية المتحدة المعلن نتيجة الاستفتاء عليه في 1 سبتمبر 1971.[9][معلومة 9]
- دستور جمهورية مصر العربية المعلن نتيجة الاستفتاء عليه في 12 سبتمبر 1971.[10][11][معلومة 10]
- تعديل دستور 1971 المعلن نتيجة الاستفتاء عليه في 24 مايو 1980.[12][13][معلومة 11]
- تعديل دستور 1971 المعلن نتيجة الاستفتاء عليه في 26 مايو 2005.[14][15][معلومة 12]
- تعديل دستور 1971 المعلن نتيجة الاستفتاء عليه في 28 مارس 2007.[16][17][معلومة 13]
- الإعلان الدستوري الصادر في 30 مارس 2011 عقب الاستفتاء على تعديلات دستور 1971.[18][معلومة 14]
- دستور جمهورية مصر العربية المعلن نتيجة الاستفتاء عليه في 25 ديسمبر 2012.[19][معلومة 15]
- بيان القيادة العامة للقوات المسلحة الصادر في 3 يوليو 2013.[20][معلومة 16]
- الإعلان الدستوري الصادر في 8 يوليو 2013 بعد تعطيل دستور 2012.[21][معلومة 17]
- دستور جمهورية مصر العربية المعلن نتيجة الاستفتاء عليه في 18 يناير 2014.[22][23][معلومة 18]
- تعديل دستور 2014 المعلن نتيجة الاستفتاء عليه في 23 أبريل 2019.[24][معلومة 19]

## دليل ألوان
- رئيس فعلي
- رئيس انتقالي/ مؤقت
- لا ينطبق
- انظر السابق

## القائمة
ملحوظة: طبقاً لنصوص أغلب الدساتير المصرية تبدأ مدة الرئيس من تاريخ إعلان نتيجة الانتخابات أو الاستفتاء وذلك في حالة عدم وجود رئيس فعلي في السلطة، أما في حالة وجود رئيس فعلي في السلطة فتبدأ مدة الرئيس من اليوم التالي لانتهاء مدة سلفه. وفي جميع الأحوال لا يباشر الرئيس مهام منصبه إلا بعد أدائه اليمين الدستورية.
| الرقم                                   | الرئيس                    | السن وفترة الحكم | الزوجة السيدة الأولى والأبناء | النواب ورؤساء الوزراء | ملاحظات |
| جمهورية مصر (1953 - 1954)               | جمهورية مصر (1953 - 1954) | جمهورية مصر (1953 - 1954) | جمهورية مصر (1953 - 1954) | جمهورية مصر (1953 - 1954) | جمهورية مصر (1953 - 1954) |
| --------------------------------------- | ------------------------- | --- | --- | --- | --- |
| 1                                       | محمد نجيب                 | (فترة الحكم) 18 يونيو 1953 - 25 فبراير 1954 المدة: 8 أشهرٍ و7 أيامٍ عدد الفترات: غير محدد (العمر) 19 فبراير 1901 - 28 أغسطس 1984 السن عند تولي المنصب: 52 سنةً و3 أشهرٍ و30 يومًا السن عند ترك المنصب: 53 سنةً و6 أيامٍ السن عند الوفاة: 83 سنةً و6 أشهرٍ و9 أيامٍ | الزوجة: عائشة لبيب الأبناء ذكور: فاروق، علي، يوسف زوجة أخرى: زينب أحمد الأبناء إناث: سميحة                                       | النواب لا يوجد رؤساء الوزراء - محمد نجيب (وزارة واحدة) إجمالي: (وزارة واحدة ورئيس وزارة واحد) | - ولد في 19 فبراير 1901 وقيل في 7 يوليو 1902 بالسودان بساقية أبو العلا بالخرطوم، لأب مصري وأم مصرية سودانية النشأة. - في 23 يوليو 1952 صدر أول بيان عن القيادة العامة للقوات المسلحة في ظل ثورة 23 يوليو، أعلن فيه تطهير الجيش، وأن الجيش سيعمل لصالح الوطن في ظل الدستور. - في 10 ديسمبر 1952 صدر إعلان دستوري من القائد العام للقوات المسلحة (محمد نجيب) بصفته رئيس حركة الجيش، ألغي به دستور 1923، وإلى أن يتم إعداد دستور جديد تتولى السلطات في الفترة الانتقالية حكومة تراعي المبادئ الدستورية. - في 10 فبراير 1953 صدر إعلان دستوري من القائد العام للقوات المسلحة وقائد ثورة الجيش، بتولي قائد الثورة بمجلس قيادة الثورة أعمال السيادة العليا وبصفة خاصة التدابير التي يراها ضرورية لحماية هذه الثورة والنظام القائم عليها لتحقيق أهدافه وحق تعيين الوزراء وعزلهم، على أن يتولى مجلس الوزراء سلطته التشريعية. - في 18 يونيو 1953 صدر إعلان دستوري من مجلس قيادة الثورة بإلغاء النظام الملكي وحكم أسرة محمد علي وإعلان الجمهورية، على أن يتولى الرئيس اللواء أركان الحرب محمد نجيب قائد الثورة رئاسة الجمهورية مع احتفاظه بسلطاته الحالية في ظل الدستور المؤقت. يستمر هذا النظام طوال الفترة الانتقالية ويحدد نوع الجمهورية واختيار شخص الرئيس عند إقرار الدستور الجديد. - في 22 فبراير 1954 قدم استقالته من جميع الوظائف التي يشغلها (رئاسة الجمهورية ورئاسة الوزراء ورئاسة مجلس قيادة الثورة) إلى مجلس قيادة الثورة وفي 25 فبراير 1954 أصدر المجلس بيان قبول الاستقالة، على أن يستمر مجلس قيادة الثورة بقيادة جمال عبد الناصر في تولى كافة سلطاته الحالية، مع تعيين جمال عبد الناصر رئيساً لمجلس الوزراء. - في 27 فبراير 1954 أعيد إلى منصب رئيس الجمهورية، وأصدر مجلس قيادة الثورة قراره بتعيينه رئيسًا لجمهورية مصر البرلمانية، مع استمرار جمال عبد الناصر في منصبي رئيس مجلس قيادة الثورة ورئيس الوزراء. - في 8 مارس 1954 قرر مجلس قيادة الثورة تعيينه رئيساً للمجلس ورئيساً لمجلس الوزراء، بعد أن تنحى جمال عبد الناصر عن رئاسة الوزارة وعاد نائباً لرئيس مجلس قيادة الثورة. - في 17 أبريل 1954 تولى جمال عبد الناصر رئاسة مجلس الوزراء واقتصر محمد نجيب على رئاسة الجمهورية. - في 14 نوفمبر 1954 عزله مجلس قيادة الثورة من جميع المناصب التي يشغلها، على أن يبقى منصب رئيس الجمهورية شاغراً، مع استمرار مجلس قيادة الثورة بقيادة جمال عبد الناصر في تولي كافة سلطاته الحالية. - في 28 أغسطس 1984 توفي على إثر أزمة صحية بمستشفى المعادي العسكري بالقاهرة. |
| *                                       | جمال عبد الناصر           | (فترة الحكم) 25 فبراير 1954 - 27 فبراير 1954 المدة: يومان عدد الفترات: لا ينطبق (العمر) 15 يناير 1918 - 28 سبتمبر 1970 السن عند تولي المنصب: 36 سنةً وشهرًا واحدًا و10 أيامٍ السن عند ترك المنصب: 36 سنةً وشهرًا واحدًا و12 يومًا السن عند الوفاة: 52 سنةً و8 أشهرٍ و13 يومًا | لا ينطبق | النواب لا يوجد رؤساء الوزراء - جمال عبد الناصر (وزارة واحدة) إجمالي: (وزارة واحدة ورئيس وزارة واحد) | - ولد في 15 يناير 1918 في حي باكوس بالإسكندرية. - في 25 فبراير 1954 أصدر مجلس قيادة الثورة بيان قبول استقالة محمد نجيب من جميع الوظائف التي يشغلها (رئاسة الجمهورية ورئاسة الوزراء ورئاسة مجلس قيادة الثورة)، على أن يستمر مجلس قيادة الثورة بقيادة جمال عبد الناصر في تولى كافة سلطاته الحالية، مع تعيين جمال عبد الناصر رئيساً لمجلس الوزراء. - في 27 فبراير 1954 أعيد محمد نجيب إلى منصب رئيس الجمهورية، مع استمرار جمال عبد الناصر في منصبي رئيس مجلس قيادة الثورة ورئيس الوزراء. - في 8 مارس 1954 قرر مجلس قيادة الثورة تعيين محمد نجيب رئيساً للمجلس ورئيساً لمجلس الوزراء، بعد أن تنحى جمال عبد الناصر عن رئاسة الوزارة وعاد نائباً لرئيس مجلس قيادة الثورة. - في 17 أبريل 1954 تولى جمال عبد الناصر رئاسة مجلس الوزراء واقتصر محمد نجيب على رئاسة الجمهورية. - في 14 نوفمبر 1954 عزل مجلس قيادة الثورة محمد نجيب من جميع المناصب التي يشغلها، على أن يبقى منصب رئيس الجمهورية شاغراً، مع استمرار مجلس قيادة الثورة بقيادة جمال عبد الناصر في تولي كافة سلطاته الحالية. - في 17 نوفمبر 1954 أصدر مجلس قيادة الثورة قراره بتخويل مجلس الوزراء (الذي يرأسه جمال عبد الناصر) سلطات رئيس الجمهورية. - في 16 يناير 1956 قرر مجلس قيادة الثورة ترشيحه لرئاسة الجمهورية في الاستفتاء الذي سيجرى في 23 يونيو 1956. - في 25 يونيو 1956 اختير رئيساً للجمهورية، طبقاً للاستفتاء الذي أجري في 23 يونيو 1956. - في 22 فبراير 1958 اختير رئيساً للجمهورية العربية المتحدة، طبقاً للاستفتاء الذي أجري في 21 فبراير 1958 في كل من مصر وسوريا، حول قيام الجمهورية العربية المتحدة بإعلان الوحدة بين البلدين، وحول ترشح جمال عبد الناصر لمنصب رئيس الجمهورية، وفي 22 فبراير 1958 أعلنت نتيجة الاستفتاء وأعلن قيام الجمهورية العربية المتحدة. - في 8 مارس 1958 وقع في دمشق ميثاق اتحاد الدول العربية بين كل من الجمهورية العربية المتحدة والمملكة المتوكلية اليمنية.:230:236 - في 13 مارس 1958 صدر الدستور المؤقت للجمهورية العربية المتحدة. - في 28 سبتمبر 1961 انتهت الوحدة بين مصر وسوريا على إثر انقلاب عسكري في دمشق، وظل الاسم الرسمي للدولة المصرية هو الجمهورية العربية المتحدة. - في 24 مارس 1964 صدر الدستور المؤقت للجمهورية العربية المتحدة على أن يعمل به اعتباراً من 25 مارس 1964 ولحين انتهاء مهمة مجلس الأمة بوضع الدستور الدائم للجمهورية العربية المتحدة. - في 25 مارس 1965 أدى اليمين الدستورية رئيساً للجمهورية، عن طريق الاستفتاء الذي أجري في 15 مارس 1965، وأعلنت نتيجته في 16 مارس 1965. - في 9 يونيو 1967 أعلن تنحيه عن الحكم على إثر هزيمة حرب 1967. - في 10 يونيو 1967 أعلن عدوله عن قرار التنحي نتيجة مظاهرات شعبية نادت بعودته مجدداً. - في 28 سبتمبر 1970 توفي على إثر تعرضه لنوبة قلبية. |
| جمهورية مصر البرلمانية (1954 - 1956)    |                           | | | | |
| 1                                       | محمد نجيب                 | (فترة الحكم) 27 فبراير 1954 - 14 نوفمبر 1954 المدة: 8 أشهرٍ و18 يومًا عدد الفترات: غير محدد (العمر) تاريخ الميلاد والوفاة: انظر السابق السن عند تولي المنصب: 53 سنةً و8 أيامٍ السن عند ترك المنصب: 53 سنةً و8 أشهرٍ و26 يومًا السن عند الوفاة: انظر السابق | انظر السابق | النواب لا يوجد رؤساء الوزراء - جمال عبد الناصر (نفس الوزارة السابقة) - محمد نجيب (وزارة واحدة) - جمال عبد الناصر (وزارة واحدة) إجمالي: (وزارتين ورئيسي وزارة) | - في 27 فبراير 1954 أعيد محمد نجيب إلى منصب رئيس الجمهورية، وأصدر مجلس قيادة الثورة قراره بتعيينه رئيسًا لجمهورية مصر البرلمانية، مع استمرار جمال عبد الناصر في منصبي رئيس مجلس قيادة الثورة ورئيس الوزراء. - في 14 نوفمبر 1954 عزل مجلس قيادة الثورة محمد نجيب من جميع المناصب التي يشغلها، على أن يبقى منصب رئيس الجمهورية شاغراً، مع استمرار مجلس قيادة الثورة بقيادة جمال عبد الناصر في تولي كافة سلطاته الحالية. |
| *                                       | جمال عبد الناصر           | (فترة الحكم) 14 نوفمبر 1954 - 25 يونيو 1956 المدة: سنةً واحدةً و7 أشهرٍ و11 يومًا عدد الفترات: لا ينطبق (العمر) تاريخ الميلاد والوفاة: انظر السابق السن عند تولي المنصب: 36 سنةً و9 أشهرٍ و30 يومًا السن عند ترك المنصب: 38 سنةً و5 أشهرٍ و10 أيامٍ السن عند الوفاة: انظر السابق | لا ينطبق | النواب لا يوجد رؤساء الوزراء - جمال عبد الناصر (نفس الوزارة السابقة) | - في 14 نوفمبر 1954 عزل مجلس قيادة الثورة محمد نجيب من جميع المناصب التي يشغلها، على أن يبقى منصب رئيس الجمهورية شاغراً، مع استمرار مجلس قيادة الثورة بقيادة جمال عبد الناصر في تولي كافة سلطاته الحالية. - في 25 يونيو 1956 اختير رئيساً للجمهورية، طبقاً للاستفتاء الذي أجري في 23 يونيو 1956. |
| جمهورية مصر (1956 - 1958)               |                           | | | | |
| 2                                       | جمال عبد الناصر           | (فترة الحكم) 25 يونيو 1956 - 22 فبراير 1958 المدة: سنةً واحدةً و7 أشهرٍ و28 يومًا عدد الفترات: فترة واحدة (6 سنوات للفترة) غير مكتملة الموعد الدستوري لانتهاء فترته الأولى: 1962 (العمر) تاريخ الميلاد والوفاة: انظر السابق السن عند تولي المنصب: 38 سنةً و5 أشهرٍ و10 أيامٍ السن عند ترك المنصب: 40 سنةً وشهرًا واحدًا و7 أيامٍ السن عند الوفاة: انظر السابق | الزوجة: تحية كاظم الأبناء ذكور: خالد، عبد الحميد، عبد الحكيم إناث: هدى، منى                                                      | النواب لا يوجد رؤساء الوزراء - جمال عبد الناصر (نفس الوزارة السابقة) - جمال عبد الناصر (وزارة واحدة) إجمالي: (وزارة واحدة ورئيس وزارة واحد) | - في 25 يونيو 1956 اختير رئيساً للجمهورية، طبقاً للاستفتاء الذي أجري في 23 يونيو 1956. - في 22 فبراير 1958 اختير رئيساً للجمهورية العربية المتحدة، طبقاً للاستفتاء الذي أجري في 21 فبراير 1958 في كل من مصر وسوريا، حول قيام الجمهورية العربية المتحدة بإعلان الوحدة بين البلدين، وحول ترشح جمال عبد الناصر لمنصب رئيس الجمهورية، وفي 22 فبراير 1958 أعلنت نتيجة الاستفتاء وأعلن قيام الجمهورية العربية المتحدة. |
| الجمهورية العربية المتحدة (1958 - 1971) |                           | | | | |
| 2                                       | جمال عبد الناصر           | (فترة الحكم) 22 فبراير 1958 - 9 يونيو 1967 المدة: 9 سنواتٍ و3 أشهرٍ و18 يومًا عدد الفترات: فترة واحدة (غير محددة) الموعد الدستوري لانتهاء فترته الثانية: 1965 فترة واحدة (6 سنوات للفترة) غير مكتملة الموعد الدستوري لانتهاء فترته الثالثة: 1971 (العمر) تاريخ الميلاد والوفاة: انظر السابق السن عند تولي المنصب: 40 سنةً وشهرًا واحدًا و7 أيامٍ السن عند ترك المنصب: 49 سنةً و4 أشهرٍ و25 يومًا السن عند الوفاة: انظر السابق | انظر السابق | النواب - عبد اللطيف البغدادي - عبد الحكيم عامر - أكرم الحوراني - صبري العسلي - نور الدين كحالة - عبد الحميد السراج - كمال الدين حسين - زكريا محيي الدين - حسين الشافعي - أنور السادات - حسن إبراهيم - علي صبري إجمالي: (إثني عشر نائب منهم أربع سوريين) رؤساء الوزراء - جمال عبد الناصر (وزارة واحدة) - نور الدين طراف (مجلس تنفيذي ضمن وزارة مركزية) - كمال الدين حسين (مجلس تنفيذي ضمن وزارة مركزية) - جمال عبد الناصر (وزارتين) - علي صبري (وزارتين) - زكريا محيي الدين (وزارة واحدة) - صدقي سليمان (وزارة واحدة) إجمالي: (تسع وزارات وأربع رؤساء وزارة ورئيسي مجلس تنفيذي) | - في 22 فبراير 1958 اختير رئيساً للجمهورية العربية المتحدة، طبقاً للاستفتاء الذي أجري في 21 فبراير 1958 في كل من مصر وسوريا، حول قيام الجمهورية العربية المتحدة بإعلان الوحدة بين البلدين، وحول ترشح جمال عبد الناصر لمنصب رئيس الجمهورية، وفي 22 فبراير 1958 أعلنت نتيجة الاستفتاء وأعلن قيام الجمهورية العربية المتحدة. - طبقاً للمادة 168 من دستور 1964 المؤقت تنتهي مدة رئاسته (الثانية) في 26 مارس 1965. - في 25 مارس 1965 أدى اليمين الدستورية رئيساً للجمهورية، عن طريق الاستفتاء الذي أجري في 15 مارس 1965، وأعلنت نتيجته في 16 مارس 1965. - في 9 يونيو 1967 أعلن تنحيه عن الحكم على إثر هزيمة حرب 1967. |
| *                                       | زكريا محيي الدين          | (فترة الحكم) 9 يونيو 1967 - 11 يونيو 1967 المدة: يومان عدد الفترات: لا ينطبق (العمر) 5 يوليو 1918 - 15 مايو 2012 السن عند تولي المنصب: 48 سنةً و11 شهرًا و4 أيامٍ السن عند ترك المنصب: 48 سنةً و11 شهرًا و6 أيامٍ السن عند الوفاة: 93 سنةً و10 أشهرٍ و10 أيامٍ | لا ينطبق | النواب لا يوجد رؤساء الوزراء - صدقي سليمان (نفس الوزارة السابقة) | - ولد في 5 يوليو 1918 بقرية كفر شكر بمحافظة القليوبية. - في 9 يونيو 1967 أعلن جمال عبد الناصر تنحيه عن الحكم على إثر هزيمة حرب 1967، وكلف زكريا محيي الدين بمباشرة الحكم في خطاب تنحيه بصفته نائب رئيس الجمهورية طبقاً للمادة 110 من دستور 1964 المؤقت.:840:850 - في 10 يونيو 1967 أعلن زكريا محيي الدين في بيان له رفضه منصب الرئيس. - في 10 يونيو 1967 أعلن جمال عبد الناصر عدوله عن قرار التنحي نتيجة مظاهرات شعبية نادت بعودته مجدداً. - في 15 مايو 2012 توفي على إثر أزمة صحية. |
| 2                                       | جمال عبد الناصر           | (فترة الحكم) 11 يونيو 1967 - 28 سبتمبر 1970 المدة: 3 سنواتٍ و3 أشهرٍ و17 يومًا عدد الفترات: استكمالاً لفترته السابقة (العمر) تاريخ الميلاد والوفاة: انظر السابق السن عند تولي المنصب: 49 سنةً و4 أشهرٍ و27 يومًا السن عند ترك المنصب: 52 سنةً و8 أشهرٍ و13 يومًا السن عند الوفاة: انظر السابق | انظر السابق | النواب - زكريا محيي الدين - حسين الشافعي - علي صبري - صدقي سليمان - أنور السادات إجمالي: (خمس نواب) رؤساء الوزراء - صدقي سليمان (نفس الوزارة السابقة) - جمال عبد الناصر (وزارتين) إجمالي: (وزارتين ورئيس وزارة واحد) | - في 10 يونيو 1967 أعلن جمال عبد الناصر عدوله عن قرار التنحي نتيجة مظاهرات شعبية نادت بعودته مجدداً. - في 28 سبتمبر 1970 توفي على إثر تعرضه لنوبة قلبية. |
| *                                       | محمد أنور السادات         | (فترة الحكم) 28 سبتمبر 1970 - 17 أكتوبر 1970 المدة: 19 يومًا عدد الفترات: لا ينطبق (العمر) 25 ديسمبر 1918 - 6 أكتوبر 1981 السن عند تولي المنصب: 51 سنةً و9 أشهرٍ و3 أيامٍ السن عند ترك المنصب: 51 سنةً و9 أشهرٍ و20 يومًا السن عند الوفاة: 62 سنةً و9 أشهرٍ و11 يومًا | لا ينطبق | النواب لا يوجد رؤساء الوزراء - (نفس الوزارة السابقة بدون رئيسها) | - ولد في 25 ديسمبر 1918 بقرية ميت أبو الكوم بمحافظة المنوفية. - في 28 سبتمبر 1970 تولى الحكم بصفته نائباً لرئيس الجمهورية طبقاً للمادة 110 من دستور 1964 المؤقت لحين عقد الاستفتاء على الرئيس الجديد.:96:100 - في 17 أكتوبر 1970 أدى اليمين الدستورية رئيساً للجمهورية للمرة الأولى، عن طريق الاستفتاء الذي أجري في 15 أكتوبر 1970، وأعلنت نتيجته في 17 أكتوبر 1970. - استمر في استكمال فترته الرئاسية الأولى بعد إقرار دستور 1971 طبقاً للمادة 190 من الدستور. - في 17 أبريل 1971 وقع هو والرئيس السوري حافظ الأسد والرئيس الليبي معمر القذافي، ميثاق بنغازي لإقامة اتحاد الجمهوريات العربية المتحدة. - في 1 سبتمبر 1971 أقر دستور اتحاد الجمهوريات العربية في كل من (مصر، سوريا، ليبيا) بعد الاستفتاء عليه في الدول الثلاث في نفس اليوم، على أن يتكون مجلس رئاسة الاتحاد من رؤساء الجمهوريات الأعضاء وهو السلطة العليا في ممارسة الاختصاصات المقررة للاتحاد، وينتخب مجلس الرئاسة رئيساً له من بين أعضائه لمدة سنتين قابلة للتجديد ويضع المجلس لائحة داخلية لتنظيم عمله. - في 17 أكتوبر 1976 أدى اليمين الدستورية رئيساً للجمهورية للمرة الثانية، عن طريق الاستفتاء الذي أجري في 16 سبتمبر 1976، وأعلنت نتيجته في 18 سبتمبر 1976. - في 5 ديسمبر 1977 عزل عن رئاسة دولة اتحاد الجمهوريات العربية، ضمن الإجراءات التي اتخذتها بعض الدول العربية في مؤتمر طرابلس، رداً على زيارته للقدس في 19 نوفمبر 1977.:429:432 - في 31 يوليو 1978 أعلن تأسيس الحزب الوطني الديمقراطي برئاسته. - في 6 أكتوبر 1981 اُغتيل أثناء حضوره عرض عسكري احتفالاً بذكرى حرب أكتوبر. |
| 3                                       | محمد أنور السادات         | (فترة الحكم) 17 أكتوبر 1970 - 12 سبتمبر 1971 مدة: 10 أشهرٍ و26 يومًا عدد الفترات: - فترة واحدة (6 سنوات للفترة) بدئها كرئيس للجمهورية العربية المتحدة وأكملها كرئيس جمهورية مصر العربية الموعد الدستوري لانتهاء فترته الأولى: 1976 (العمر) تاريخ الميلاد والوفاة: انظر السابق السن عند تولي المنصب: 51 سنةً و9 أشهرٍ و20 يومًا السن عند ترك المنصب: 52 سنةً و8 أشهرٍ و18 يومًا السن عند الوفاة: انظر السابق | السيدة الأولى: جيهان السادات الأبناء ذكور: جمال إناث: لبنى، نهى، جيهان زوجة أخرى: إقبال عفيفي الأبناء إناث: رقية، راوية، كاميليا | النواب - حسين الشافعي - علي صبري إجمالي: (نائبين) رؤساء الوزراء - محمود فوزي (ثلاث وزارات) إجمالي: (ثلاث وزارات ورئيس وزارة واحد) | - في 17 أكتوبر 1970 أدى اليمين الدستورية رئيساً للجمهورية للمرة الأولى، عن طريق الاستفتاء الذي أجري في 15 أكتوبر 1970، وأعلنت نتيجته في 17 أكتوبر 1970. - في 12 سبتمبر 1971 أعلنت نتيجة الاستفتاء على دستور 1971. |
| جمهورية مصر العربية (1971 - حتى الآن)   |                           | | | | |
| 3                                       | محمد أنور السادات         | (فترة الحكم) 12 سبتمبر 1971 - 6 أكتوبر 1981 مدة: 10 سنواتٍ و24 يومًا عدد الفترات: - استكمل فترته السابقة حتى عام 1976 - فترة واحدة (6 سنوات للفترة) غير مكتملة الموعد الدستوري لانتهاء فترته الثانية: 1982 (العمر) تاريخ الميلاد والوفاة: انظر السابق السن عند تولي المنصب: 52 سنةً و8 أشهرٍ و18 يومًا السن عند ترك المنصب: 62 سنةً و9 أشهرٍ و11 يومًا السن عند الوفاة: انظر السابق | انظر السابق | النواب - حسين الشافعي - محمود فوزي - حسني مبارك إجمالي: (ثلاثة نواب) رؤساء الوزراء - محمود فوزي (وزارة واحدة) - عزيز صدقي (وزارة واحدة) - أنور السادات (وزارتين) - عبد العزيز حجازي (وزارة واحدة) - ممدوح سالم (خمس وزارات) - مصطفى خليل (وزارتين) - أنور السادات (وزارة واحدة) إجمالي: (ثلاثة عشر وزارة وست رؤساء وزارة) | - في 12 سبتمبر 1971 أعلنت نتيجة الاستفتاء على دستور 1971، ليصبح الاسم الرسمي للدولة جمهورية مصر العربية. - استمر في استكمال فترته الرئاسية الأولى بعد إقرار دستور 1971 طبقاً للمادة 190 من الدستور. - في 17 أكتوبر 1976 أدى اليمين الدستورية رئيساً للجمهورية للمرة الثانية، عن طريق الاستفتاء الذي أجري في 16 سبتمبر 1976، وأعلنت نتيجته في 18 سبتمبر 1976. - في 6 أكتوبر 1981 اُغتيل أثناء حضوره عرض عسكري احتفالاً بذكرى حرب أكتوبر. |
| *                                       | صوفي أبو طالب             | (فترة الحكم) 6 أكتوبر 1981 - 14 أكتوبر 1981 المدة: 8 أيامٍ عدد الفترات: لا ينطبق (العمر) 27 يناير 1925 - 21 فبراير 2008 السن عند تولي المنصب: 56 سنةً و8 أشهرٍ و9 أيامٍ السن عند ترك المنصب: 56 سنةً و8 أشهرٍ و17 يومًا السن عند الوفاة: 83 سنةً و25 يومًا | لا ينطبق | النواب - حسني مبارك إجمالي: (نائب واحد) رؤساء الوزراء - حسني مبارك (وزارة واحدة) إجمالي: (وزارة واحدة ورئيس وزارة واحد) | - ولد في 27 يناير 1925 في مركز طامية بمحافظة الفيوم. - في 6 أكتوبر 1981 تولى الحكم بصفته رئيساً لمجلس الشعب عقب اغتيال الرئيس أنور السادات لحين عقد الاستفتاء على الرئيس الجديد. - في 14 أكتوبر 1981 اختير حسني مبارك رئيساً للجمهورية، عن طريق الاستفتاء الذي أجري في 13 أكتوبر 1981. - في 21 فبراير 2008 توفي في ماليزيا خلال مشاركته في الملتقى العالمي الثالث لرابطة خريجي الأزهر حول العالم في كوالالمبور. |
| 4                                       | محمد حسني مبارك           | (فترة الحكم) 14 أكتوبر 1981 - 11 فبراير 2011 المدة: 29 سنةً و3 أشهرٍ و28 يومًا عدد الفترات: - أربع فترات (6 سنوات للفترة) مكتملة - فترة واحدة (6 سنوات للفترة) غير مكتملة الموعد الدستوري لانتهاء فترته الأولى: 1987 الموعد الدستوري لانتهاء فترته الثانية: 1993 الموعد الدستوري لانتهاء فترته الثالثة: 1999 الموعد الدستوري لانتهاء فترته الرابعة: 2005 الموعد الدستوري لانتهاء فترته الخامسة: 2011 (العمر) تاريخ الميلاد: 4 مايو 1928 - 25 فبراير 2020 السن عند تولي المنصب: 53 سنةً و5 أشهرٍ و10 أيامٍ السن عند ترك المنصب: 82 سنةً و9 أشهرٍ و7 أيامٍ السن عند الوفاة: 91 سنةً و9 أشهرٍ و21 يومًا | السيدة الأولى: سوزان مبارك الأبناء ذكور: علاء، جمال                                                                              | النواب - عمر سليمان إجمالي: (نائب واحد) رؤساء الوزراء - حسني مبارك (نفس الوزارة السابقة) - فؤاد محيي الدين (وزارتين) - كمال حسن علي (وزارة واحدة) - علي لطفي (وزارة واحدة) - عاطف صدقي (ثلاث وزارات) - كمال الجنزوري (وزارة واحدة) - عاطف عبيد (وزارة واحدة) - أحمد نظيف (وزارتين) - أحمد شفيق (وزارة واحدة) إجمالي: (إثني عشر وزارة وثماني رؤساء وزارة) | - ولد في 4 مايو 1928 بكفر المصيلحة بمحافظة المنوفية. - في 14 أكتوبر 1981 اختير رئيساً للجمهورية للمرة الأولى،:21 عن طريق الاستفتاء الذي أجري في 13 أكتوبر 1981. - في 12 أكتوبر 1987 أدى اليمين الدستورية رئيساً للجمهورية للمرة الثانية، عن طريق الاستفتاء الذي أجري في 5 أكتوبر 1987، وأعلنت نتيجته في 7 أكتوبر 1987. - في 12 أكتوبر 1993 أدى اليمين الدستورية رئيساً للجمهورية للمرة الثالثة، عن طريق الاستفتاء الذي أجري في 4 أكتوبر 1993، وأعلنت نتيجته في 6 أكتوبر 1993. - في 5 أكتوبر 1999 أدى اليمين الدستورية رئيساً للجمهورية للمرة الرابعة، عن طريق الاستفتاء الذي أجري في 26 سبتمبر 1999، وأعلنت نتيجته في 28 سبتمبر 1999. - في 27 سبتمبر 2005 أدى اليمين الدستورية رئيساً للجمهورية للمرة الخامسة، عن طريق الانتخاب الحر المباشر الذي أجري لأول مرة في 7 سبتمبر 2005، وأعلنت نتيجته في 10 سبتمبر 2005. - في 11 فبراير 2011 قرر نفويض نائبه عمر سليمان في اختصاصات رئيس الجمهورية على النحو الذي يحدده الدستور، وفي ذات اليوم أعلن نائب الرئيس عمر سليمان قرار الرئيس مبارك بالتخلي عن منصب رئيس الجمهورية وتكليفه للمجلس الأعلى للقوات المسلحة بإدارة شؤون البلاد، وذلك على إثر مطالبات برحيله ضمن أحداث ثورة 25 يناير. - توفي يوم الثلاثاء الموافق 25 فبراير 2020 بعد صراع مع المرض. |
| *                                       | محمد حسين طنطاوي          | (فترة الحكم) 11 فبراير 2011 - 24 يونيو 2012 المدة: سنةً واحدةً و4 أشهرٍ و13 يومًا عدد الفترات: لا ينطبق (العمر) 31 أكتوبر 1935 - 21 سبتمبر 2021 السن عند تولي المنصب: 75 سنةً و3 أشهرٍ و11 يومًا السن عند ترك المنصب: 76 سنةً و7 أشهرٍ و24 يومًا السن عند الوفاة: 85 سنةً و10 أشهرٍ و21 يومًا | لا ينطبق | النواب لا يوجد رؤساء الوزراء - أحمد شفيق (نفس الوزارة السابقة) - عصام شرف (وزارة واحدة) - كمال الجنزوري (وزارة واحدة) إجمالي: (وزارتين ورئيسي وزارة) | - ولد في 31 أكتوبر 1935 بحي عابدين بمحافظة القاهرة. - في 11 فبراير 2011 تولى إدارة الدولة بصفته رئيس المجلس الأعلى للقوات المسلحة إثر تكليف مبارك للمجلس الأعلى للقوات المسلحة بإدارة شؤون البلاد وذلك ضمن البيان الذي أعلنه نائبه عمر سليمان. - في 24 يونيو 2012 أعلن فوز محمد مرسي في انتخابات رئاسة الجمهورية. - توفي يوم الثلاثاء الموافق 21 سبتمبر 2021 على إثر أزمة صحية. |
| 5                                       | محمد مرسي                 | (فترة الحكم) 24 يونيو 2012 - 3 يوليو 2013 المدة: سنةً واحدةً و9 أيامٍ عدد الفترات: 1 (4 سنوات للفترة) غير مكتملة الموعد الدستوري لانتهاء فترته: 2016 (العمر) 8 أغسطس 1951 - 17 يونيو 2019 السن عند تولي المنصب: 60 سنةً و10 أشهرٍ و16 يومًا السن عند ترك المنصب: 61 سنةً و10 أشهرٍ و25 يومًا السن عند الوفاة: 67 سنةً و10 أشهرٍ و9 أيامٍ | الزوجة: نجلاء محمود الأبناء ذكور: أحمد، أسامة، عمر، عبد الله إناث: شيماء                                                         | النواب - محمود مكي إجمالي: (نائب واحد) رؤساء الوزراء - هشام قنديل (وزارة واحدة) إجمالي: (وزارة واحدة ورئيس وزارة واحد) | - ولد في 8 أغسطس 1951 بمركز ههيا بمحافظة الشرقية. - ترشح ممثلاً عن حزب الحرية والعدالة المنبثق عن جماعة الإخوان المسلمين. - في 30 يونيو 2012 أدى اليمين الدستورية رئيساً للجمهورية، بعد إعلان فوزه في أول انتخابات رئاسية بعد ثورة 25 يناير، والتي أجريت على جولتين، الأولى في 23-24 مايو 2012، والثانية في 16-17 يونيو 2012، وأعلنت نتيجتها في 24 يونيو 2012. - عُزل في 3 يوليو 2013 عقب مظاهرات طالبت برحيله، وأعلن عن إجراءات صحبت ذلك عرفت بخارطة الطريق، عارضها المؤيدون لمحمد مرسي وقتها واعتبروها انقلاباً عسكرياً، بينما أيدها المتظاهرون والمعارضون لمرسي وقتها واعتبروا ذلك ثورة وتأييد لمطالب شعبية. - توفي يوم الاثنين 17 يونيو 2019 أثناء مثوله للمحاكمة في "قضية التخابر مع قطر". وعقب رفع الجلسة أغمي على مرسي، وتوفي على إثر ذلك بعد أن أُصيب بنوبة قلبية حادة. |
| *                                       | عدلي منصور                | (فترة الحكم) 3 يوليو 2013 - 3 يونيو 2014 المدة: 11 شهرًا عدد الفترات: لا ينطبق (العمر) 23 ديسمبر 1945 - حتى الآن السن عند تولي المنصب: 67 سنةً و6 أشهرٍ و10 أيامٍ السن عند ترك المنصب: 68 سنةً و5 أشهرٍ و11 يومًا السن حتى الآن: 79 سنةً و7 أشهرٍ و20 يومًا | لا ينطبق | النواب - محمد البرادعي إجمالي: (نائب واحد) رؤساء الوزراء - حازم الببلاوي (وزارة واحدة) - إبراهيم محلب (وزارة واحدة) إجمالي: (وزارتين ورئيسي وزارة) | - ولد في 23 ديسمبر 1945. - في 3 يوليو 2013 جرى تكليفه بإدارة شؤون البلاد بصفته رئيس المحكمة الدستورية العليا طبقاً لبيان القيادة العامة للقوات المسلحة الصادر في 3 يوليو 2013 عقب عزل الرئيس محمد مرسي، وفي 4 يوليو 2013 أدى اليمين الدستورية رئيساً مؤقتاً أمام المحكمة الدستورية العليا. - رفض الترشح للرئاسة بعد انتهاء فترته الرئاسية الانتقالية. |
| 6                                       | عبد الفتاح السيسي         | (فترة الحكم) 3 يونيو 2014 - حتى الآن المدة: 11 سنةً وشهران و9 أيامٍ عدد الفترات: فترة واحدة (4 سنوات للفترة) كاملة فترة واحدة (6 سنوات للفترة) كاملة فترة واحدة (6 سنوات للفترة) لا زالت مستمرة الموعد الدستوري لانتهاء فترته الأولى: 2018 الموعد الدستوري لانتهاء فترته الثانية: 2024 الموعد الدستوري لانتهاء فترته الثالثة: 2030 (العمر) 19 نوفمبر 1954 - حتى الآن السن عند تولي المنصب: 59 سنةً و6 أشهرٍ و15 يومًا السن حتى الآن: 70 سنةً و8 أشهرٍ و24 يومًا | السيدة الأولى: انتصار عامر الأبناء ذكور: محمود، مصطفى، حسن إناث: آية                                                             | النواب لا يوجد رؤساء الوزراء - إبراهيم محلب (وزارة واحدة) - شريف إسماعيل (وزارة واحدة) - مصطفى مدبولي (وزارتين) إجمالي: (أربع وزارات وثلاث رؤساء وزارة) | - ولد في 19 نوفمبر 1954 بحي الجمالية بمحافظة القاهرة. - في 12 أغسطس 2012 رقي إلى رتبة فريق أول وعين قائدًا عاماً للقوات المسلحة ووزيراً للدفاع. - في 27 يناير 2014 أعلن المجلس الأعلى للقوات المسلحة موافقته على التكليف الشعبي لوزير الدفاع عبد الفتاح السيسي بالترشح للرئاسة، وفي نفس اليوم أصدر الرئيس المؤقت عدلي منصور قراراً بترقيته إلى رتبة المشير. - في 26 مارس 2014 أعلن استقالته من منصبه كوزير للدفاع للترشح لرئاسة الجمهورية. - في 3 يونيو 2014 أُعلن فوزه في الاقتراع العام السري المباشر لاختيار رئيس الجمهورية الذي أجري في 26-28 مايو 2014، ليؤدي بعدها اليمين الدستورية في 8 يونيو 2014 رئيساً للجمهورية للمرة الأولى. - في 2 أبريل 2018 أُعلن فوزه في الاقتراع العام السري المباشر لاختيار رئيس الجمهورية الذي أجري في 26-28 مارس 2018، ليؤدي بعدها اليمين الدستورية في 2 يونيو 2018 رئيساً للجمهورية للمرة الثانية. - في 23 أبريل 2019 أُعلنت نتيجة الاستفتاء على تعديلات دستور 2014، التي امتدت بمقتضاها مدة الفترة الثانية لرئاسته من 4 سنوات إلى 6 سنوات مع السماح له بالترشح لفترة ثالثة. - في 18 ديسمبر 2023 أُعلن فوزه في الاقتراع العام السري المباشر لاختيار رئيس الجمهورية الذي أجري في 10-12 ديسمبر 2023، ليؤدي بعدها اليمين الدستورية في 2 أبريل 2024 رئيساً للجمهورية للمرة الثالثة. |

## تعليقات
- بالنسبة للرؤساء الفعليين في حالة تسلمهم السلطة دون وجود رئيس فعلي سابق في السلطة (وهي الحالة السائدة)، تبدأ مدة الرئيس من تاريخ إعلان فوزه في الاستفتاء أو الانتخابات الحرة المباشرة. أما إذا كان هناك رئيس فعلي سابق في السلطة، فتبدأ مدة الرئيس من اليوم التالي لانتهاء مدة سلفه. وفي كل الأحوال لا يباشر الرئيس مهام منصبه حتى يؤدي اليمين الدستورية. أما بالنسبة للرؤساء المؤقتين فتبدأ مدة رئاستهم من تاريخ وقوع السبب الدستوري لتكليفهم، أو من تاريخ تكليفهم الرسمي بتولي السلطة في حالتي العزل أو التنحي.
- ينتمي جميع الرؤساء الفعليين لخلفية عسكرية هي القوات المسلحة المصرية، ما عدا محمد مرسي الذي ينتمي لخلفية حزبية هي حزب الحرية والعدالة المنبثق عن جماعة الإخوان المسلمين.
- ينتمي جميع الرؤساء الانتقاليين لخلفية عسكرية هي القوات المسلحة المصرية، ما عدا صوفي أبو طالب الذي ينتمي لخلفية برلمانية هي مجلس الشعب وعدلي منصور الذي ينتمي لخلفية قضائية هي المحكمة الدستورية العليا.
- عدد الرؤساء الفعليين: 6 رؤساء.
- عدد الرؤساء الانتقاليين/المؤقتين: 6 رؤساء.
- عدد الرؤساء الذين تولوا مرحلة انتقالية ثم مرحلة فعلية: رئيسان (جمال عبد الناصر، أنور السادات).
- عدد الرؤساء الانتقاليين/المؤقتين الذين لم يتولوا رئاسة فعلية: أربع رؤساء (زكريا محيي الدين، صوفي أبو طالب، محمد حسين طنطاوي، عدلي منصور).
- عدد الرؤساء الانتقاليين/المؤقتين الذين تولوا السلطة بسبب دستوري: 3 رؤساء (زكريا محيي الدين «بسبب استقالة الرئيس وبصفته نائب رئيس الجمهورية»، أنور السادات «بسبب وفاة الرئيس وبصفته نائب رئيس الجمهورية»، صوفي أبو طالب «بسبب وفاة الرئيس وبصفته رئيس مجلس الشعب»).
- عدد الرؤساء الانتقاليين/المؤقتين الذين تولوا السلطة بتكليف مباشر عقب عزل أو تنحي الرئيس: 3 رؤساء (جمال عبد الناصر «عزل الرئيس»، محمد حسين طنطاوي «تنحي الرئيس»، عدلي منصور «عزل الرئيس»).
- عدد الرؤساء الفعليين الذين استقالوا أو تنحو عن الحكم: 3 رؤساء (محمد نجيب «استقال وعاد إلى المنصب»، جمال عبد الناصر «تنحي وعاد إلى المنصب»، حسني مبارك «تنحى ولم يعد إلى المنصب»).
- عدد الرؤساء الفعليين المعزولين عن الحكم نهائياً: رئيسان (محمد نجيب، محمد مرسي).
- أطول الرؤساء الفعليين مدة في الحكم: حسني مبارك (29 عاماً تقريباً).
- أطول الرؤساء الانتقاليين مدة في الحكم: جمال عبد الناصر (سنة وسبعة أشهر تقريباً).
- أقل الرؤساء الفعليين شغلاً للمنصب في فترات منفصلة: محمد نجيب (ثمانية أشهر تقريباً).
- أقل الرؤساء الفعليين شغلاً للمنصب في مدة متواصلة: محمد مرسي (عام تقريباً).
- أقل الرؤساء الانتقاليين مدة في الحكم: جمال عبد الناصر، زكريا محيي الدين (يومان).
- أصغر رئيس فعلي سناً عند تولي الحكم: جمال عبد الناصر (38 عاماً تقريباً).
- أصغر رئيس انتقالي سناً عند تولي الحكم: جمال عبد الناصر (36 عاماً تقريباً).
- أكبر رئيس فعلي سناً عند تولي الحكم: محمد مرسي (60 عاماً تقريباً).
- أكبر رئيس انتقالي سناً عند تولي الحكم: حسين طنطاوي (75 عاماً تقريباً).
- أصغر رئيس فعلي سناً عند ترك الحكم: جمال عبد الناصر (مرتين الأولى 49 عاماً تقريباً بالتنحي والثانية 52 عاماً تقريباً بالوفاة).
- أصغر رئيس انتقالي سناً عند ترك الحكم: جمال عبد الناصر (مرتين الأولى 36 عاماً تقريباً والثانية 38 عاماً تقريباً).
- أكبر رئيس فعلي سناً عند ترك الحكم: حسني مبارك (82 عاماً تقريباً).
- أكبر رئيس انتقالي سناً عند ترك الحكم: حسين طنطاوي (76 عاماً تقريباً).
- رئيس الجمهورية الذي تشكل في عهده أكبر عدد من الوزارات: أنور السادات (ستة عشر وزارة).
- رئيس الجمهورية الذي كلف في عهده أكبر عدد من رؤساء الوزارة: حسني مبارك (ثمانية رؤساء وزارة).